# Ripley, West Virginia
Ripley är administrativ huvudort i Jackson County i West Virginia i USA. Orten har fått sitt namn för prästen Harry Ripley som drunknade i Mill Creek år 1830. Enligt 2010 års folkräkning hade Ripley 3 252 invånare.